# Cromatología iconolingüística
La cromatología es el estudio del color como uno de los constituyentes fundamentales de la forma del significante icónico al nivel más esencial. Suele decirse cromatología iconolingüística, añadiendo la referencia a la iconolingüística para evitar la confusión respecto a otros conceptos a los que también, tradicionalmente, se ha venido designando en el transcurso de varias décadas con el término cromatología (conceptos, sobre todo, de la simbología, de la ciencia del color y de la cromatografía). Es desde la perspectiva del estudio iconolingüístico (de los lenguajes icónicos) como se enfoca cualquier concepto cromatológico del significante de las imágenes a nivel formal. El concepto de cromatología iconolingüística fue incluido por primera vez, con el simple término de cromatología, en la primera edición de El lenguaje del color, de Juan Carlos Sanz, publicado en 1985.
La investigación que la Cromatología desarrolla, sobre el nivel más esencial de la forma del significante icónico, considera al color, sólo como un elemento aislado comprendido en un inventario cromatológico determinado. En cambio, el enfoque del estudio de los colores como elementos componentes de coloridos, de las interacciones de los mismos, y de la pertenencia de los coloridos a un inventario cromosintáctico en particular, constituye el campo de estudio de la Cromosintaxis (o sintaxis del color), la cual estudia la forma del significante de la imagen en el nivel superior de complejidad más inmediato al de la Cromatología. Desde la perspectiva iconolingüística, ambas áreas de estudio se reclaman mutuamente. 

## Cromatología y cromática
Desde el punto de vista general de la iconolingüística, la cromatología se basa en la idea de que todos los colores que son comprendidos y expresados (mediante los diferentes lenguajes icónicos) pertenecen al acervo iconolingüístico cultural en el que se fundamenta la manifestación del colorido de cualquier imagen en el pensamiento visual y en la comunicación visual. Por esto, todo color que se estudia bajo el enfoque de la cromatología es considerado una coloración iconolingüística. La precisión de las referencias a la apariencia del color considerado como objeto de estudio cromatológico se fundamenta tanto en los principios como en las técnicas de especificación y medida de la cromática, es decir, de la ciencia del color aplicada al estudio iconolingüístico de las imágenes. 

## El inventario cromatológico
En el pensamiento visual, el conjunto de colores que constituyen el nivel sustancial del significante supone un inventario cromatológico general. En cambio, el conjunto de colores que forman ese nivel respecto a un acervo iconolingüístico en particular supone un inventario cromatológico contextual. Mientras que el inventario general corresponde al conjunto de colores de la estructura profunda del pensamiento visual, los inventarios contextuales corresponden a los conjuntos de colores identificables como pertenecientes a los distintos acervos iconolingüísticos, entre los cuales se encuentran los indoeuropeos.

## Las coloraciones iconolingüísticas
La problemática de la especificación del color es particularmente complicada en los distintos campos de las artes visuales, puesto que en cada lenguaje icónico, la forma del significante de la imagen se compone de colores comprendidos en un inventario cromatológico contextual. Estos colores son denominados coloraciones iconolingüísticas y poseen un valor distintivo en un lenguaje icónico o en varios (pintura, fotografía, cine, etcétera). En el inventario cromatológico del acervo iconolingüístico occidental han sido identificados como coloraciones iconolingüísticas varios miles de colores específicos.

## Disciplinas relacionadas
- Comunicación audiovisual
- Comunicación visual
- Cromática
- Iconolingüística